# Milove
Milove (Oekraïens: Мілове) is een stad in de streek Milovskyi in het oosten van de oostelijke Oekraïense provincie Luhansk. De weg P07 gaat door de stad, waar in 2006 5.611 mensen woonden. De stad is gelegen aan de Russisch-Oekraïense grens. Aan de Russische zijde van de grens heet de stad Chertkovo. Milove werd voor het eerst in 1872 als khutir Milove in een akte genoemd. Zij wordt als stad genoemd sedert 1938. De stad heeft een roerig oorlogsverleden en heeft dan ook vele monumenten die herinneren aan die tijd. In Milove is een station. Ten zuiden van de stad ligt een klein meer.

## Geboren
- Denys Harmasj (19 april 1990), voetballer